# Dorfkirche Dorf Mecklenburg

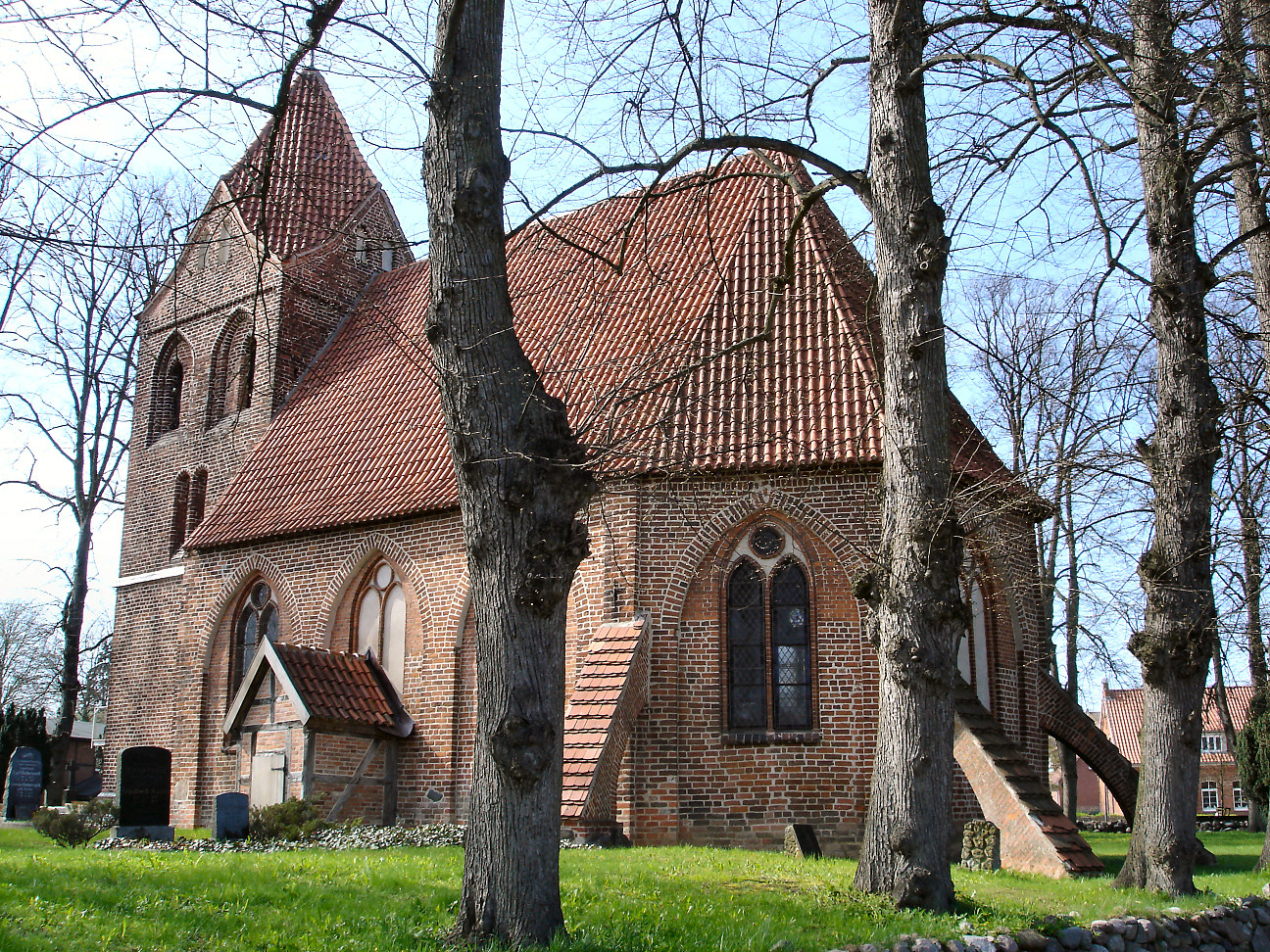
Kirche in Dorf Mecklenburg

Die Dorfkirche Dorf Mecklenburg ist ein evangelisch-lutherisches Kirchengebäude in Dorf Mecklenburg, einer Gemeinde im Landkreis Nordwestmecklenburg (Mecklenburg-Vorpommern). Sie gehört zur Kirchengemeinde Dorf Mecklenburg in der Propstei Wismar des Evangelisch-Lutherischen Kirchenkreises Mecklenburg der Evangelisch-Lutherischen Kirche in Norddeutschland.

## Geschichte
Die ursprünglich backsteingotische Dorfkirche wurde im 14. Jahrhundert errichtet und im 17. Jahrhundert umgestaltet. Das Kirchenschiff mit einer flachen bemalten hölzernen Kassettendecke aus dem 17. Jahrhundert mit Christus als törichten und klugen Jungfrauen und weitere Ornamentik, wird im Osten polygonal abgeschlossen. Die spitzgotischen Fenster wurden um 1880 eingefügt und waren vorher flächige Rechteckfenster des 17. Jahrhunderts. Der Kirchturm hat einen gedrungenen, pyramidenförmigen Helm.

### Ausstattung

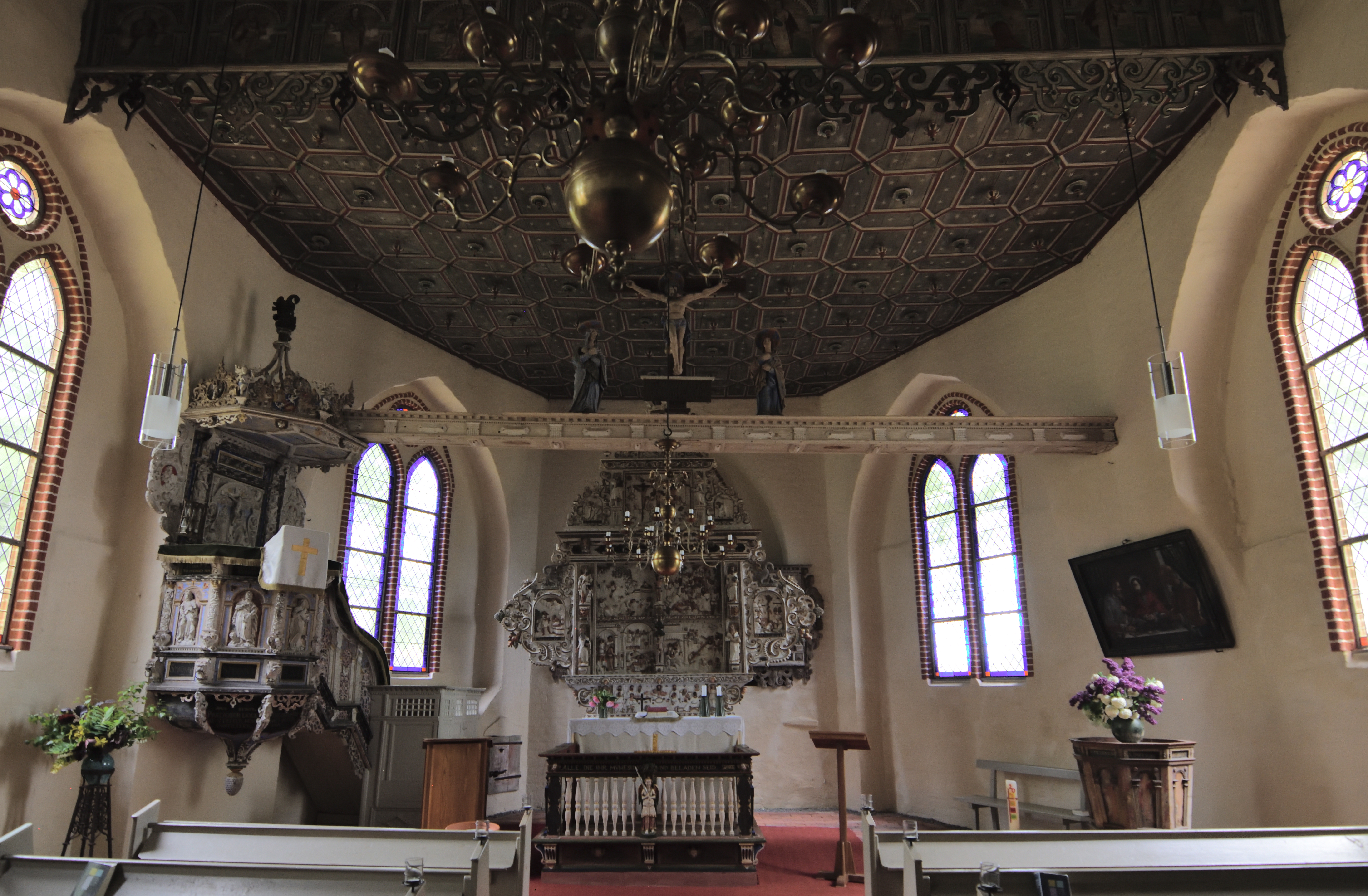
Chor und Predigtkanzel

Die Ausstattung der Kirche im Stil der Spätrenaissance geht auf Herzog Adolf Friedrich I. von Mecklenburg zurück, der sowohl den Altaraufsatz (1622) mit Darstellung des Abendmahls und vier Passionsszenen wie auch die dazu passende Kanzel (1618) stiftete. Die Figuren des Triumphkreuzes sind eine Stiftung des Hofmeisters Hans Schmidt von 1633.
Die Orgel ist ein Werk von Marcus Runge aus dem Jahr 1912 mit sieben Registern auf einem Manual und Pedal.

## Pastoren
Namen und Jahreszahlen bezeichnen die nachweisbare Erwähnung als Pastor.
- Empore1223–0000 Alpheus[5]
- 0000–1327 Johannes[6]

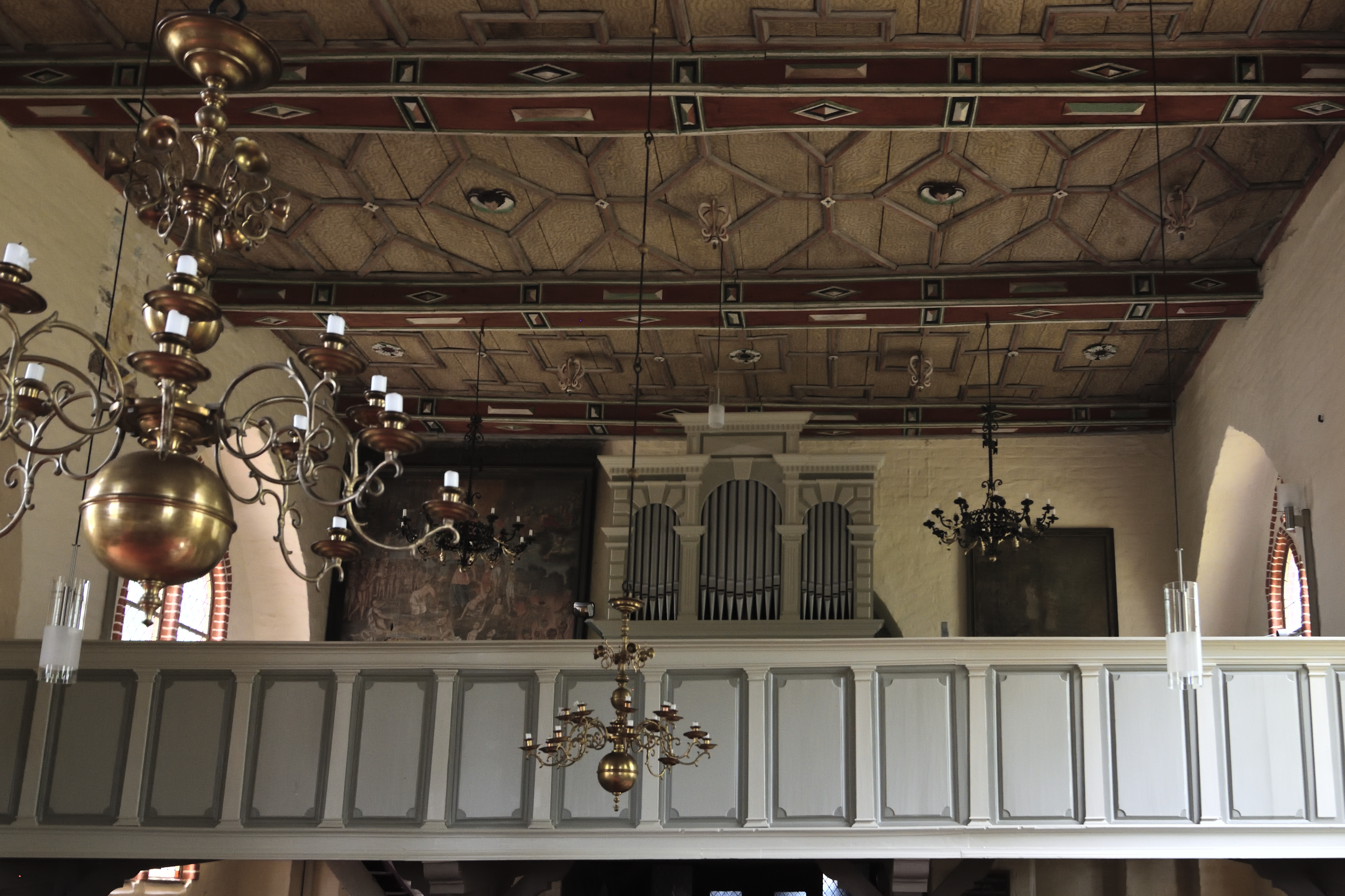
Empore

- 2019–0000 Jens Krause, vorher Neukloster.